# Giorgio Samorini
Giorgio Samorini (Bologna, 26 maggio 1957) è un botanico italiano.
Dopo gli inizi da libero ricercatore autodidatta, si è specializzato in funghi e piante psicoattive, e nella loro relazione con la cultura umana.

## Biografia
Bolognese, figlio dell'artista Norma Mascellani, è stato uno dei primi ricercatori italiani nel campo degli psichedelici; è stato cofondatore (1991) e presidente (1995-1997) della Società Italiana per lo Studio degli Stati di Coscienza, con sede presso il Museo Civico di Rovereto.
Nel 1997 ha fondato e diretto, insieme al botanico Francesco Festi, la rivista Eleusis. Piante e Composti Psiocoattivi, edita dal Museo Civico di Rovereto.
Ha pubblicato articoli in diverse riviste scientifiche italiane e straniere, fra cui Annali Museo Civico Rovereto, Bollettino del Centro Camuno di Studi Preistorici, Archeologia Africana, Medicina delle tossicodipendenze, Archivi di Studi Indo-Mediterranei, Acta Phytotherapeutica, International Journal of Medicinal Mushrooms, Jahrbuch für Ethnomedizine, Journal of Psychedelic Studies.
Fra le sue ricerche, si ricordano quelle svolte nel Tassili (Sahara, Algeria), dove nel 1988-89 ha studiato le pitture rupestri preistoriche, ipotizzando l'esistenza di un antico culto religioso basato sull'uso di funghi psicoattivi, presso la popolazione relativa alla fase pittorica denominata delle "Teste Rotonde", datata a 9.000-7.000 anni fa.
Nel 1994, nel Kerala (India del sud) ha studiato particolari reperti megalitici, chiamati kuda kallu (pietre ombrello), datati fra il 1000 a.C. e il 100 d.C., individuandoli come effigi simboliche di funghi allucinogeni anticamente usati da quelle popolazioni megalitiche per scopi religiosi.
Negli anni 1990-1999, in Gabon, presso alcune comunità fang, ha studiato il culto religioso del Bwiti, basato sull'uso della pianta allucinogena iboga (Tabernanthe iboga Baill, Apocynaceae) e nel 1993 si è sottoposto al rito di iniziazione buitista (tobe si).
Nel 1996 ha riportato all'attenzione della comunità scientifica un insieme di documenti storici di carattere medico che hanno evidenziato uno scorcio dimenticato di storia della medicina italiana del secolo XIX inerente alla canapa indiana.
Si è occupato dei funghi allucinogeni presenti nel territorio italiano, in particolare mappando la diffusione di Psilocybe semilanceata (Fr.) Quél. (Strophariaceae), popolarmente chiamato funghetto, e ha studiato il rapporto di piante e funghi allucinogeni con diverse culture europee antiche e medievali, con ricerche specifiche sulla etnobotanica dei Misteri Eleusini.
Nel periodo 2003-2006 si è specializzato nell'identificazione e interpretazione scientifica delle smart-drugs.
Ha elaborato un compendio divulgativo sul fenomeno degli animali che si drogano in natura, raccogliendo e riassumendo dati tratti dalle varie ricerche condotte dagli etologi in merito a questo particolare comportamento animale; negli anni 2000-2001 queste sue ricerche hanno avuto un ampio risalto presso i mass media.
Nelle sue ricerche si è proposto di studiare le sostanze psicoattive al di fuori dei contesti meramente problematici, peraltro presenti solo nelle società moderne ispirandosi all'idea di "alimenti nervosi" idea proposta nell'Ottocento dal medico italiano Paolo Mantegazza (1831-1910).
Con il medico anestesista Adriana D'Arienzo ha scritto Terapie psichedeliche, un libro in due volumi in cui tratta di possibili applicazioni terapeutiche degli allucinogeni, applicazioni terapeutiche attualmente allo stato sperimentale, generalmente applicate alla possibile cura di dipendenze patologiche e ancora senza ufficiale riconoscimento scientifico.

## Opere
- Silvio Pagani (pseudonimo), Funghetti, Torino, Nautilus, 1993
- Gli Allucinogeni Nel Mito. Racconti sull'origine delle piante psicoattive, Torino, Nautilus, 1995.
  - Halluzinogene im Mythos: Erzählungen vom Ursprung der psychoaktiven Pflanzen, Solothurn Nachtschatten Verlag, 1999
    - Rausch und Mythos die Entdeckung der psychoaktiven Pflanzen, Nachtschatten Verlag, 2016.
      - Los alucinógenos en el mito: relatos sobre el origen de las plantas psicoactivas, Barcelona, La liebre de Marzo 2001
- L'erba di Carlo Erba. Per una storia della canapa indiana in Italia (1845-1948), Torino, Nautilus, 1996.
- Animali che si drogano, Vicenza, Telesterion, 2000, ISBN 88-87999-00-7.
  - Animals and psychedelics: the natural world and the instinct to alter consciousness, Rochester, Park Street Press, 2002
    - Liebestolle Katzen und berauschte Kühe vom Drogenkonsum der Tiere, Aarau, Schweiz AT-Verl. 2002
      - Animales que se drogan, Barcelona, La Cañamería Global, 2003.
        - Animali che si drogano, edizione aggiornata e riveduta, Milano, Shake Edizioni, 2013.ISBN 9788897109303
- Funghi allucinogeni. Studi etnomicologici, Dozza BO, Telesterion, 2001, ISBN 88-87999-01-5.
- Droghe tribali, Milano, Shake Edizioni, 2012 ISBN 9788897109266.
  - Droghe tribali, Milano, Shake Edizioni, 2022 ISBN 9788897109761.
- Mitologia delle piante inebrianti, Roma, Edizioni Studio Tesi, 2016 ISBN 9788876926112.
- Jurema, la pianta della visione. Dai culti del Brasile alla Psiconautica di frontiera, Milano, Shake Edizioni, 2016, ISBN 9788897109433.
- D'Arienzo Adriana e G. Samorini, Terapie psichedeliche. Dal paradigma psicotomimetico all´approccio neurofenomenologico, 2 vol., Milano, Shake, 2019 ISBN 9788897109792.
- Ayahuasca: dall’Amazzonia all’Italia, Shake, 2021 ISBN 978-8897109983

### Interventi
- Adamo, Eva e l’iboga, in E. Zolla (a cura di), Il dio dell’ebbrezza. Antologia dei moderni Dionisiaci, Torino, Einaudi, 1998, pp. 349–356.
- (EN) Psychoactive plants in the Ancient World. Observations of an ethnobotanist, in D. Stein, S.K. Costello & K.P. Foster (a cura di), The Routledge Companion to ecstatic experience in the Ancient World, London, Routledge, 2022, pp. 73–89, DOI:10.4324/9781003041610-7.
- Droghe nuove e nuovissime: un breve excursus, in R.M. Pavarin & V. Albertazzi (a cura di), Uso e abuso di sostanze, Roma, Carocci, 2006, pp. 87–112, 213-216.
- Bibliografia ragionata sull’MDMA, in E. Saunders (a cura di), E come Ecstasy, Milano, Feltrinelli, 1995, pp. 189–201.
- (DE) Liebestolle Katzen und berasuchte Kühe. Vom Drogenkonsum der Tiere, Aarau, AT Verlag, 2002, pp. 1–120, ISBN 3-85502-770-6.